# Bagnalliella australis
Bagnalliella australis är en insektsart som beskrevs av Ian A. Hood 1939. Bagnalliella australis ingår i släktet Bagnalliella och familjen rörtripsar. Inga underarter finns listade i Catalogue of Life.